# عداد غايغر
عداد غايغر أو عداد جايجر (بالإنجليزية: Geiger counter)‏ - والمسمى أيضاً عدّاد غايغر-مولر - هو أحد أدوات اكتشاف الإشعاعات المؤيَّنة، مثل أشعة غاما والأشعة السينية وكذلك الإلكترونات السريعة ومنها أنواع لقياس أشعة ألفا. ويسهل استخدامه في في كل مكان، وهو عبارة عن مكشاف حساس اسطواني الشكل طوله نحو 15 سنتيمتر متصل بجهاز إلكتروني يشبه الراديو الصغير بواسطة سلك، ويسهل حمله. عند القياس يـُقرب المكشاف من العينة المراد قياس إشعاعها، فيبين مؤشر في الجهاز مقدار الأشعة المقاسة، ويكون ذلك عادة مصحوبا بصوت متردد يصدره الجهاز. ومن تردد صوت الجهاز يمكن معرفة شدة الإشعاع التقريبية، إذ يتناسب تردد الصوت مع شدة الإشعاع. أو قد يزود الجهاز بعداد رقمي للقياس الدقيق. يمكن أن يستعمله الجيولوجيون بصفة مبدئية في التنقيب عن الخامات النووية مثل اليورانيوم والثوريوم التي قد توجد في أحجار بعض المناطق. كما يوجد الجهاز في كل معمل نووي للتحذير من ارتفاع غير عادي في درجة الإشعاع في المكان بغرض تحذير العاملين من خطر الإشعاع، فيتخذوا حذرهم ويقومون بالتعرف على سبب زيادة الإشعاع وإزالته.
- اخترع العالم الألماني غايغر هذا العداد ثم قام تلميذه مولر بإدخال تعديلات قيمة على العداد، ولذلك يسمى أحيانا عداد غايغر-مولر أو بالألمانية Geiger-Müller-Zählrohr .

## تركيبه

توضيح تركيب عداد غايغر.

يتكون العداد نفسه من انبوب معدني lمغلف من الخارج بمادة عازلة للتيار الكهربائي ويبلغ طوله حوالي 15 سم يشكل المهبط Kathode (−)، ويوجد في وسط الأنبوب سلك رفيع بطول الأنبوب وهو يكون المصعد Anode (+) (انظر الشكل). وبالنسبة إلى العدادات التي تكون حساسة لقياس أشعة ألفا تكون نافذة واجهة الأنبوب الدائرية مغطاة بمادة نفاذة لأشعة الفا مثل المايكا. وتغطى خلفية الأنبوب بمادة عازلة للكهرباء ومثبت فيها المصعد، وتعمل على عزل المصعد عن المهبط.
وتوجد أنواع من عداد غايغر لقياس أشعة بيتا التي هي عبارة عن إلكترونات لا تحتاج لتلك النافذة الرقيقة المنفذة للإشعاع. وهذا يرجع إلى أن مقدار نفاذية الإلكترونات في مادة النافذة تكون أطول بالنسبة للإلكترونات، أما جسيمات أشعة ألفا فهي تمتص بسهولة في مادة النافذة بسبب نفاذيتها القصيرة الضعيفة فلا تستطيع الدخول إلى غرفة التأين. وتكون نافذة العداد من طبقة رقيقة جدا من المايكا بحيث تعزل الغرفة عن الخارج وتسمح بنفاذية أشعة الفا في نفس الوقت.
ويوجد داخل الأنبوب غاز نبيل مثل الأرجون أو الكريبتون عند ضغط أقل من الضغط الجوي ويبلغ 200 باسكال مضاف إليه قليل من أحد الهلوجينات. ويوجد بين المصعد والمهبط جهد كهربائي مقداره عدة مئات فولت، وهو يعمل على جذب أيونات الغاز الناشئة عن الإشعاع إلى المهبط والمصعد.

## طريقة عمله
عند دخول شعاع مؤين إلى غرفة الغاز يعمل على فصل بعض إلكترونات ذرات الأرجون التي يصطدم بها في مساره حتى يفقد طاقة حركته. فتنجذب الإلكترونات الحرة بسبب المجال الكهربائي نحو المصعد وتتزايد سرعتها كلما اقتربت من المصعد فتصطدم بذرات أخرى في طريقها وتؤين بعضا منها وبذلك ينتج شلال من الإلكترونات ينزل على المصعد. وبنزول شلال الإلكترونات على المصعد يحدث تيارا كهربائية قصير المدة بين المصعد والمهبط، ويتحول هذا التيار بواسطة مقاومة في الدائرة الكهربية إلى نبضة في الجهد. وتضخم تلك النبضة في الجهاز الإلكتروني ويظهرها كصوت متردد أو يظهرها بمؤشر يتحرك على لوح مقسم لأخذ القراءات.
ولقراءة العداد بطريقة أدق تزود بعض الأجهزة بعدادات رقمية تعطي قراءة دقيقة لجرعة الإشعاع المقاسة ويمكن بواسطتها حساب النشاط الإشعاعي للعينة المشعة.
ومن المهم أن يكون المصعد موصلا بمقاومة كبيرة R من عدة ميجا أوم مع المصدر الكهربائي ذو جهد عالي يبلغ عادة 500 فولت، فتعمل هذه المقاومة على تقصير وقت اتساع النبضة الكهربائية الحادثة وتخاذلها سريعا.عندئذ يعود الجهد إلى قيمته الأصلية ويصبح في إمكان العداد تسجيل شعاع آخر.

## زمن الاحتجاز
بعد حدوث نبضة الجهد مباشرة يكون العداد في حالة لا يستطيع خلالها تسجيل شعاع آخر دخل الأنبوب، تستغرق تلك الحالة نحو 1و0 مللي ثانية (أي 0001و0 ثانية) وتسمى لذلك بالإنجليزية «زمن الموت» dead time. ويرجع سبب ذلك إلى وجود أيونات ذرات الأرجون في الغرفة (الأنبوب) بعد النبضة الإلكترونية وهي تحجب الجهد الكهربي عن المصعد خلال هذا الوقت. وبعدما تختفي سحابة الإيونات بتوجهها والتقاطها من المهبط عندئذ يصبح العداد مستعدا لتسجيل شعاع آخر. ويعتمد زمن الاحتجاز هذا على نوع العداد حيث يعتمد على مقدار الجهد الكهربائي المستخدم ومقاييس أنبوب المكشاف ونوع الغاز فيه. كما تعمل إضافة هالوجين أو إيثانول إلى الغاز على تقصير زمن الاحتجاز dead time.
وتستطيع عدادات غايغر قياس عدد النبضات الحادثة ولكن لا يستطيع تحديد نوع الجسيم أو الإشعاع المتسبب. ورغم أن قدرة جسيم مثل أشعة ألفا تختلف عن مقدرة شعاع غاما على تأيين الغاز اختلافا كبيرا وتختلف طاقة كل منهما أيضا كثيرا إلا أن عداد غايغر  لا يستطيع التفرقة بينهما. ومن أجل هذا السبب يمكن تعديل بعض أنواع عدادات غايغر-مولر في هيئة العداد الطرضي لمعرفة نوع الأشعة الساقطة وكذلك قياس جرعة الطاقة الإشعاعية.

## اقرأ أيضا
- تجربة أليس
- تجربة أطلس
- مكشاف مصادم فيرميلاب
- مطياف ألفا المغناطيسي
- مقياس الجرعة
- غرفة تأين
- غرفة سحابية
- غرفة شرارة
- غرفة فقاقيع
- عداد شيرينكوف
- عداد وميضي
- عداد تناسبي
- عداد شبه الموصلات
- عداد شرائح رقيقة
- كرة بونار
- عداد نيوترونات
- زيفرت